# Schießerei in Brüssel 2023

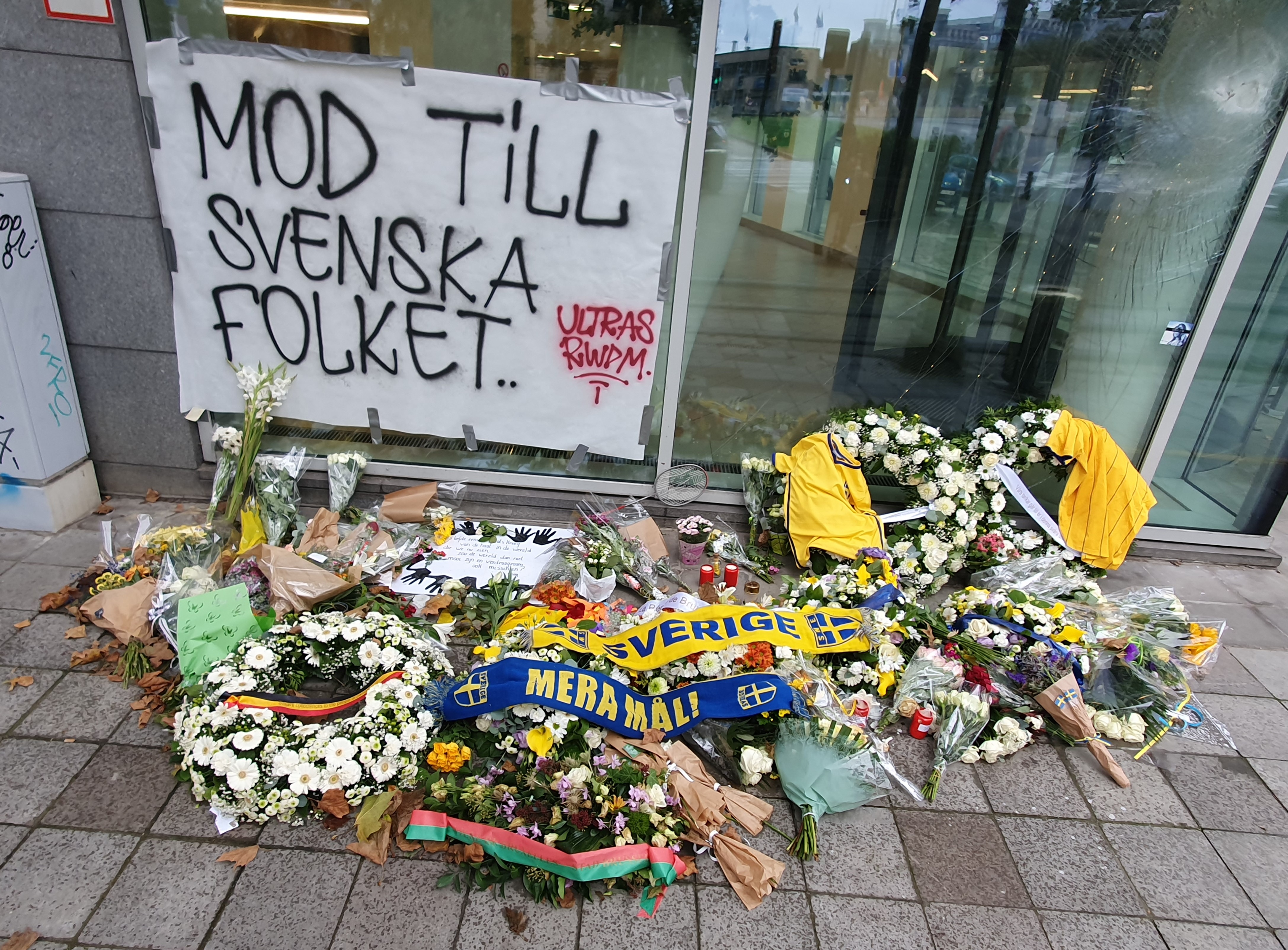
Gedenken an die Getöteten

Die Schießerei in Brüssel 2023 war ein islamistischer Terroranschlag, der sich gegen schwedische Staatsangehörige richtete und am 16. Oktober in der belgischen Hauptstadt Brüssel verübt wurde. Gegen 19:15 Uhr eröffnete Abdesalem Lassoued, ein 45-jähriger Tunesier, der sich illegal in Belgien aufhielt, an der Kreuzung zweier Boulevards in der Nähe des Place Sainctelette das Feuer auf schwedische Fußballfans. Zwei Menschen wurden getötet und einer verletzt. Die Opfer waren auf dem Weg zu einem Fußballspiel im König-Baudouin-Stadion.
Lassoued floh vom Tatort, und kurz darauf wurde ein Video in den sozialen Medien veröffentlicht, in dem er sich im Namen des Islamischen Staats (IS) zu dem Anschlag bekannte. Die belgische Bundesstaatsanwaltschaft konzentrierte ihre Ermittlungen sofort auf ein terroristisches Motiv. Am nächsten Morgen wurde Lassoued in einem Café in der Gemeinde Schaerbeek/Schaarbeek aufgespürt, wo er von der belgischen Polizei angeschossen wurde und auf dem Weg ins Krankenhaus starb.
Nach dem Anschlag wurde die Terrorbedrohungsstufe für Brüssel von 2 auf 4, die höchste Stufe, angehoben. Im übrigen Belgien wurde sie von Stufe 2 auf 3 angehoben. Nach Lassoueds Tod wurde Brüssel auf Stufe 3 herabgesetzt, genau wie der Rest des Landes.

## Hintergrund
Seit Mitte der 2010er Jahre wurden in Brüssel islamistische Bomben- und Messerattentate verübt, unter anderem 2014, 2016, im Juni 2017, im August 2017, 2018 und 2022. Mitte der 2010er Jahre hatte eine Terrorzelle des Islamischen Staates ihren Sitz in der Stadt.
Am Tattag fand ein Qualifikationsspiel der schwedischen und belgischen Fußballnationalmannschaften für die Europameisterschaft 2024 statt.

## Attacke

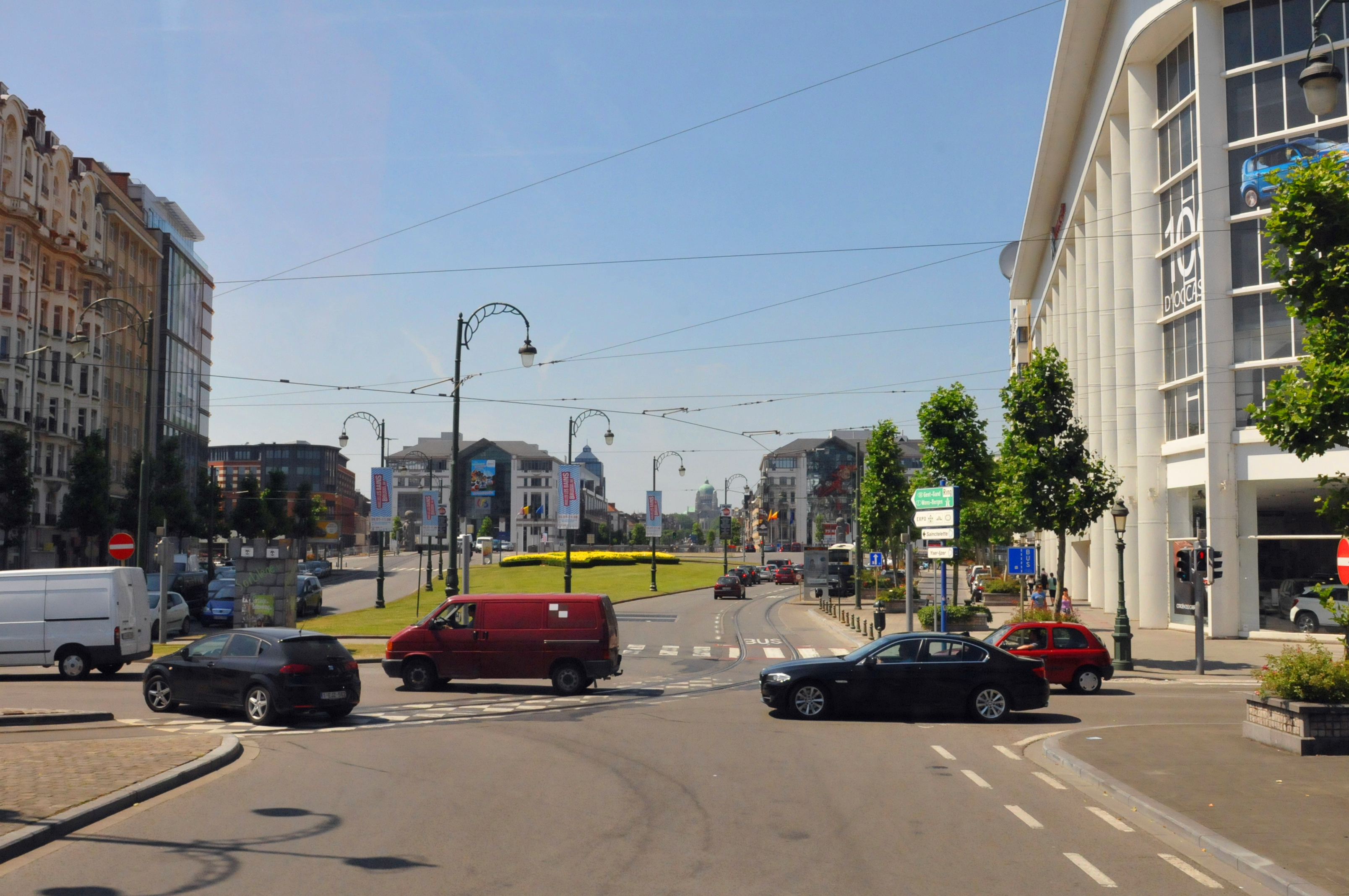
Sainctelette-Platz: Der Anschlag fand vor und in der Lobby des glasverkleideten Gebäudes in der linken Bildhälfte statt

Am 16. Oktober 2023 gegen 19:15 Uhr eröffnete Lassoued das Feuer auf schwedische Fußballfans in einem Taxi an der Kreuzung des Boulevard du Neuvième de Ligne und des Boulevard d’Ypres in der Nähe des Place Sainctelette. Die Fans waren auf dem Weg zum etwa fünf Kilometer entfernten König-Baudouin-Stadion, wo das Qualifikationsspiel zur UEFA-Europameisterschaft 2024 stattfand. Ein Opfer wurde im Taxi erschossen, während der andere erschossen wurde, als er in das Foyer eines Bürogebäudes lief. Ein dritter schwedischer Fußballfan wurde ebenfalls angeschossen und befand sich in einem ernsten, aber nicht lebensbedrohlichen Zustand. Der Schütze, der eine fluoreszierende orangefarbene Jacke trug, flüchtete anschließend auf einem Motorrad.
Das Fußballspiel, das um 20:45 Uhr begonnen hatte, wurde zur Halbzeit abgebrochen, als sich die Nachricht von dem Anschlag verbreitete. Die schwedischen Spieler erklärten, sie wollten die zweite Halbzeit nicht mehr spielen, dem die belgische Mannschaft zustimmte. Die 35.000 Zuschauer mussten im Stadion verbleiben und wurden kurz vor Mitternacht evakuiert. Es wurde berichtet, dass die schwedischen Fans ihre Fan-Kleidung abgelegt hatten, um nicht als Schweden identifiziert zu werden. Das schwedische Außenministerium riet seinen Staatsbürgern in Brüssel zur Wachsamkeit.
Kurz nach dem Anschlag kursierte in den sozialen Medien ein Video eines Mannes, der Arabisch sprach und sich zu der Schießerei bekannte. Der Mann sagte, er sei vom IS inspiriert. Ein Sprecher der belgischen Bundesstaatsanwaltschaft sagte, die Ermittlungen konzentrierten sich auf ein terroristisches Motiv, wobei schwedische Staatsangehörige ins Visier genommen worden seien, möglicherweise aufgrund der Koranverbrennungen in Schweden.
Als Folge des Anschlags wurde die Terrorbedrohungsstufe für Brüssel von 2 auf 4, die höchste Stufe, und für den Rest des Landes von 2 auf 3, die zweithöchste Stufe, angehoben.
Die Polizei verfolgte Lassoued über die Zulassung seines Motorrads zu seiner Adresse in Schaerbeek. An diesem Abend sahen ihn zwei Beamte in einem Park gegenüber seiner Wohnung sitzen, aus welcher er von seinem Mitbewohner hinausausgeworfen worden war. Die Polizei verhaftete ihn nicht. Am nächsten Morgen erhielt die Polizei einen Hinweis, dass Lassoued sich in einem Café in der Nähe der Wohnung aufhielt. Bei der Verhaftung wurde ihm von der Polizei in die Brust geschossen. Sanitäter versuchten, ihn wiederzubeleben, und brachten ihn in ein Krankenhaus, wo er für tot erklärt wurde. Sein Tod wurde von der belgischen Innenministerin Annelies Verlinden bestätigt. Die Waffe, die bei dem Anschlag verwendet wurde, ein halbautomatisches Gewehr ArmaLite AR-15, wurde in seinem Besitz gefunden, ebenso wie seine Tasche mit Habseligkeiten.
Bei den drei Opfern handelte es sich um schwedische Fußballfans, die nach Belgien gereist waren, um das Qualifikationsspiel ihrer Nationalmannschaft zu sehen. Bei den beiden Toten handelt es sich um den 60-jährigen Patrick Lundström, der in der Schweiz lebte, und den 70-jährigen Kent Persson, der in Stockholm wohnte. Das verletzte Opfer war ein Mann in den 70ern.

## Untersuchung
Abdesalem Lassoued (* 1. September 1978; † 17. Oktober 2023) wurde 2005 in Tunesien unter anderem wegen versuchten Mordes zu mehr als 26 Jahren Haft verurteilt. Er brach 2011 aus dem Gefängnis aus und gelangte über die italienische Mittelmeerinsel Lampedusa mit anderen Migranten in einem kleinen Boot nach Europa. In den zehn Jahren nach seiner Ankunft in Europa beantragte er Asyl in Belgien, Italien, Norwegen und Schweden, die alle seine Anträge ablehnten. In Schweden lebte er unter falscher Identität. 2012 wurde er wegen Drogendelikten verhaftet und nach Verbüßung einer zweijährigen Haftstrafe nach Italien abgeschoben. Von Italien aus, wo er als radikalisiert identifiziert worden war, reiste er nach Belgien und beantragte 2019 Asyl. Sein Antrag wurde 2020 abgelehnt, trotz eines Auslieferungsersuchens aus Tunesien hielt sich Lassoued illegal in Belgien auf. Er war von den belgischen Behörden als potenziell extremistisch eingestuft worden und auch ein ausländischer Geheimdienst hatte 2016 eine Warnung vor ihm ausgesprochen. Nachdem er einen anderen Tunesier in einem Asylzentrum bedroht hatte, sollte Lassoued am 17. Oktober, dem Tag nach dem Anschlag, von den belgischen Behörden befragt werden.
Nach dem Tod von Lassoued erklärte der Bundesstaatsanwalt gegenüber Reportern, man gehe davon aus, dass er als Einzelkämpfer gehandelt habe und nicht als Mitglied einer terroristischen Vereinigung. Später, am Abend des 17. Oktober, bekannte sich der Islamische Staat über seine Nachrichtenkanal Amaq zu dem Anschlag.
Die belgischen Behörden erklärten, der Täter habe es auf schwedische Bürger abgesehen, möglicherweise aus Rache für vorangegangene Koranverbrennungen in Schweden. Die Opfer trugen Trikots der schwedischen Fußballnationalmannschaft, als sie erschossen wurden. In einem Video, das nach dem Anschlag veröffentlicht wurde, behauptete der Täter, vom IS inspiriert worden zu sein. Lassoued war einem Account auf TikTok gefolgt, der Verschwörungstheorien über die Entführung muslimischer Kinder durch die schwedischen Sozialbehörden verbreitete.

## Folgen
Zwei Tage nach dem Anschlag nahmen der schwedische und der belgische Premierminister an einer kurzen Zeremonie für die Opfer teil und legten Kränze am Ort des Anschlags nieder. Am 19. Oktober gab die UEFA bekannt, dass das EM-Qualifikationsspiel zwischen Belgien und Schweden nicht wiederholt wird und das 1:1-Halbzeitresultat als Endstand gilt. Beide nationalen Fußballverbände stimmten der Entscheidung zu, und das Ergebnis des Spiels hatte keinen Einfluss auf die Qualifikation der Mannschaften in Gruppe F.
Am 20. Oktober gab die belgische Regierung bekannt, dass der Anschlag offiziell als Terrorismus eingestuft wurde. Später am selben Tag trat der belgische Justizminister Vincent Van Quickenborne zurück, nachdem sich herausgestellt hatte, dass ein Auslieferungsersuchen Tunesiens für Lassoued im August 2022 von den belgischen Richtern nicht weiterverfolgt worden war.